# Хирков, Степан Игнатьевич
Степа́н Игна́тьевич Хирко́в (25 декабря 1902, с. Елань, Саратовская губерния — 21 июля 1943, дер. Каменка, ныне Калужская область) — Герой Советского Союза (3 июня 1944, посмертно). Парторг 3-й роты 1322-го стрелкового полка 413-й стрелковой дивизии 50-й армии Западного фронта, старшина.

## Биография
С. И. Хирков родился 25 декабря 1902 года в селе Елань Сердобского уезда Саратовской губернии (ныне Ртищевский район Саратовской области) в семье крестьянина. Получил начальное образование. С 1924 по 1925 год служил в Красной Армии.
В 1930-е годы работал в колхозе бригадиром, заведующим фермой, председателем колхоза. В 1939 году был избран председателем Еланского сельского совета.
В августе 1941 года С. И. Хирков по личной просьбе был направлен в действующую армию. С сентября 1941 года сражался с немецко-фашистскими захватчиками на Западном фронте. Принимал участие в боях под Москвой, Ржевом, Сычёвкой, был трижды ранен.
В начале 1943 года старшину Хиркова назначили парторгом 3-й стрелковой роты 1322-го стрелкового полка 413-й стрелковой дивизии 50-й армии. С 12 июня 1943 года Степан Игнатьевич начал публикацию в армейской газете «Разгромим врага!» своих писем, в которых делился опытом партийной работы.

Всего под рубрикой «Письма парторга стрелковой роты» газета напечатала 14 заметок. Они вызвали широкие отклики. За месяц Хирков получил 250 писем от молодых парторгов, политработников и рядовых коммунистов. Он стал известен всему Западному фронту, о нём заговорили как о лучшем парторге. Командующий 50-й армией И. В. Болдин лично вручил Степану Игнатьевичу орден Отечественной войны II степени (6 июля 1943 года).
«Письма парторга стрелковой роты» стали практическим пособием по воспитанию молодых бойцов. По приказу начальника политуправления фронта генерал-майора Макарова они были изданы отдельной брошюрой и помогли оживлению всей партийно-политической работы на Западном фронте.
В ходе Орловской наступательной операции, которая началась 12 июля 1943 года, войска 413-й стрелковой дивизии вели бои за овладение населёнными пунктами Буда, Марьинка, Палики, Усадьба. В боях за деревню Палики 18—19 июля старшина Хирков вместе с бойцами своей роты отбил 10 контратак противника, в том числе 3 танковые, нанеся ему большой урон в живой силе и боевой технике. Лично Хирков подорвал два танка. 21 июля 1943 года в критический момент боя, когда противник в третий раз атаковал роту, Хирков поднял бойцов в контратаку. Не выдержав стремительного удара, враг отступил. Однако сам старшина получил тяжелые ранения: пулемётная пуля пробила грудь, двумя осколками снаряда были перебиты ноги. Его отправили в полевой госпиталь в деревне Каменка. В тот же день старшина Хирков умер.
Он был похоронен у деревни Каменка Думиничского района Калужской области.
По ходатайству Военного совета 50-й армии 3 июня 1944 года Степану Игнатьевичу Хиркову посмертно было присвоено звание Героя Советского Союза.

## Листовка

30 июля 1943 года политотдел 50-й армии напечатал листовку «Уничтожайте врага так же, как парторг роты Хирков, с большевистской страстью, неутомимой ненавистью и железным упорством». В ней говорилось:
Товарищи бойцы, командиры и политработники! Героически сражавшийся за Родину парторг третьей роты Н-ской части С. И. Хирков — один из лучших партийных работников, пламенный большевик и бесстрашный воин — погиб в боях за населённый пункт Палики. Коммунист С. И. Хирков оправдал доверие народа, пославшего его защищать честь и свободу Родины, оправдал доверие партии большевиков, совершив в последнем бою поистине бессмертный подвиг. Каждый воин Красной Армии должен быть таким, как Хирков – храбрым, отважным, не знающим страха в борьбе. Вперёд, товарищи! Приближайте час победы!

## Семья
Жена — Анна Ивановна (1905—1987), работала в колхозе. Двое детей: сын Василий (1925—1994), дочь Валентина (1927-2014, в замужестве — Умнова).

## Память
- Братская могила, расположенная в двух километрах северо-восточнее села Каменки Думиничского района Калужской области, возникла в 1956 году в результате деятельности местного отряда следопытов, которые обнаружили здесь заброшенные могилы. Местные жители сообщили следопытам, что в 1942—1943 годах на этом месте находился военный госпиталь, а умерших в нём от ран хоронили тут же рядом. В результате проведённых исследований стало известно, что здесь дислоцировались 85-й, 389-й медсанбаты и 2979-й эвакогоспиталь. Начались раскопки и перенесение останков в общую братскую могилу. В процессе работы была обнаружена металлическая доска с надписью: «Здесь захоронен Герой Советского Союза Хирков С. И.». В 1958 году по ходатайству общественности на братской могиле был установлен памятник. На квадратном кирпичном цементированном постаменте находится скульптура солдата с винтовкой за правым плечом. У подножия памятника — цветочные клумбы. Вдоль металлической ограды посажены деревья[1].
- В сентябре 1979 года у Еланской школы был установлен бюст С. И. Хиркова.
- В селе Елань Ртищевского района есть улица Хиркова.
- Дом в селе Елань, в котором родился и жил Герой Советского Союза С. И. Хирков, признан объектом культурного наследия.
- Мемориальная доска в память о Хиркове установлена Российским военно-историческим обществом на здании Еланской средней школы, где он учился.